# Drongen
Drongen (Frans, niet meer gebruikelijk: Tronchiennes) is een dorp in de Belgische provincie Oost-Vlaanderen en een deelgemeente van provinciehoofdstad Gent. Drongen ligt aan de Leie, ten westen van het stadscentrum, en is qua oppervlakte de grootste deelgemeente van Gent. Qua inwoneraantal is het de vierde deelgemeente, na Sint-Amandsberg, Gentbrugge en Wondelgem.

## Geschiedenis

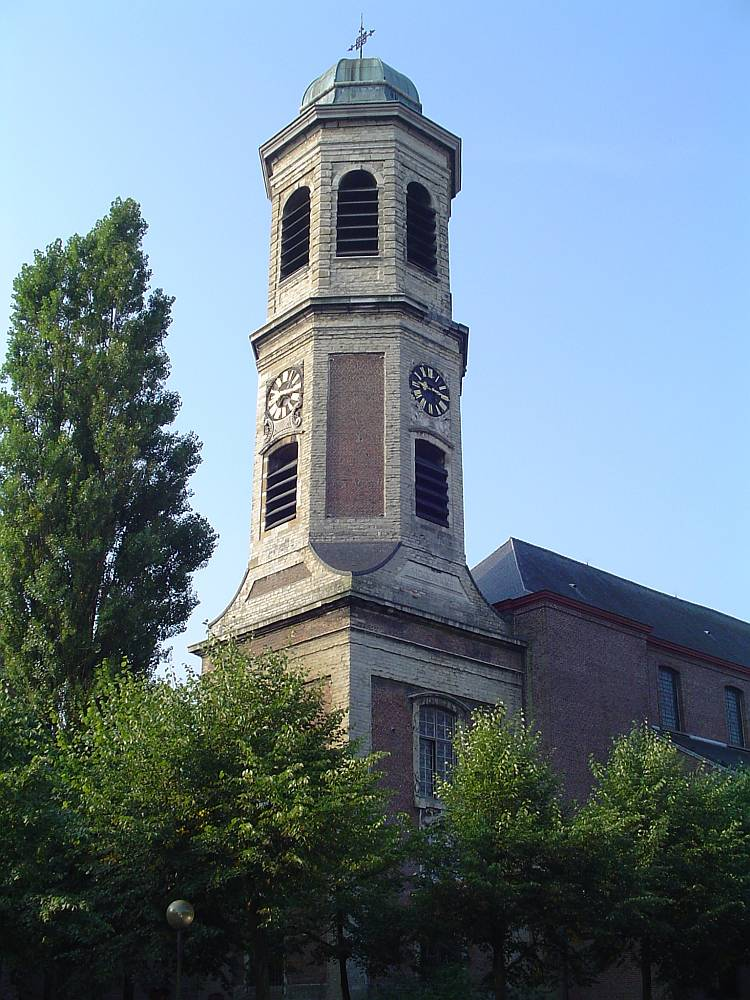
Sint-Gerolfkerk, Drongen-centrum

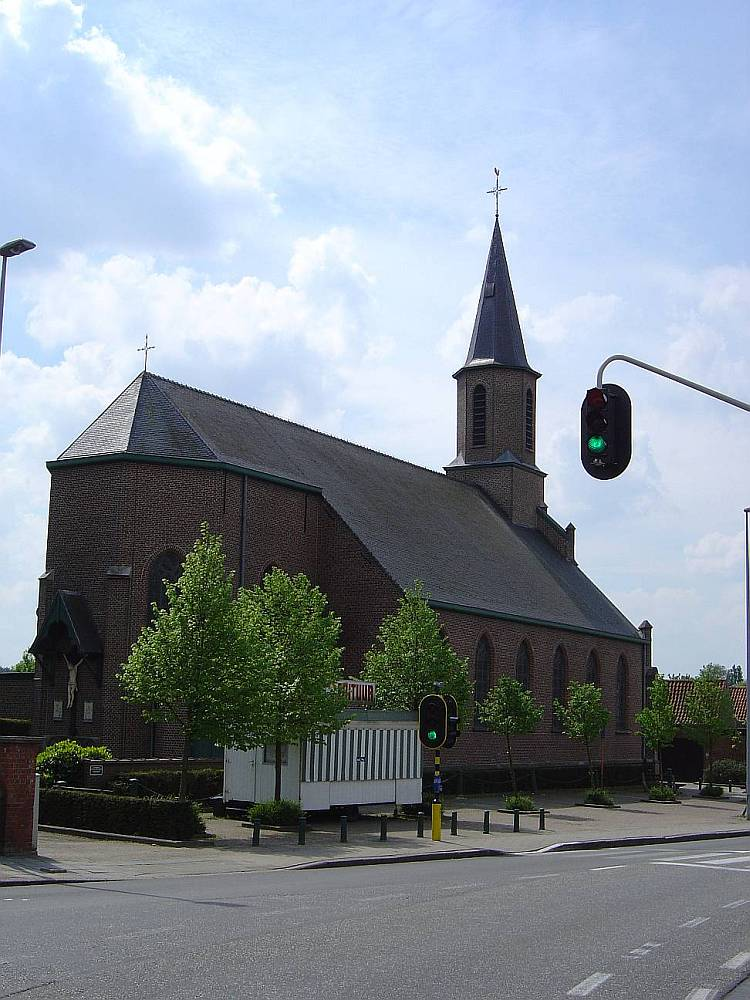
Sint-Martinuskerk, Baarle

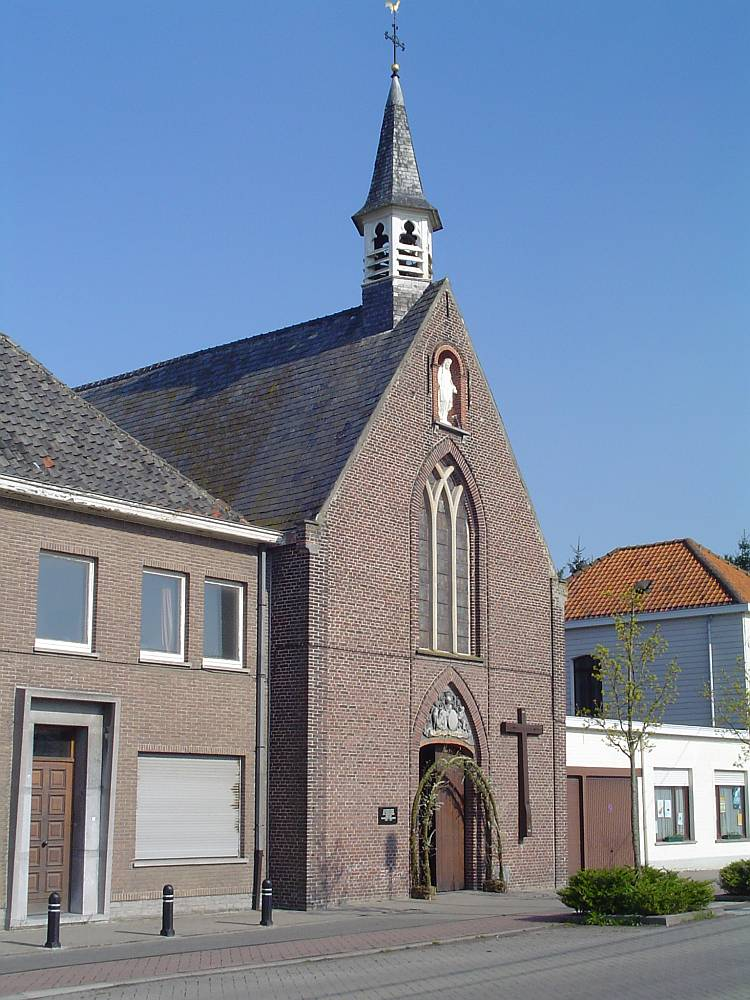
Onze-Lieve-Vrouwekerk, Luchteren

Prehistorische vondsten in Baarlevelde en Halewijn wijzen op oude bewoning in het gebied. In de Bourgoyen werden Gallo-Romeinse vondsten gedaan. Drongendorp ontwikkelde zich rond de abdij, waarvan de geschiedenis teruggaat tot de 7de eeuw. Drongens oudste vermelding stamt uit 820, toen was er sprake van het Latijnse Truncinas. De abdij werd in de 12de eeuw een norbertijnenabdij door toedoen van Iwein van Aalst.
Drongen was een oude heerlijkheid, en behoorde oorspronkelijk toe aan de graaf van Vlaanderen. Vanaf de 11de eeuw viel het onder het huis van Aalst, later onder de heren van Kortrijk. Graaf Jean-Baptiste d'Hane de Steenhuyse werd in 1786 de laatste bezitter van de heerlijkheid.
Ook het nabijgelegen Baarle heeft een geschiedenis die tot de middeleeuwen teruggaat. Op 22 januari 1805 werd bij keizerlijk decreet Baarle afgeschaft als zelfstandige gemeente. Het stuk op de linkeroever van de Leie werd bij Drongen aangehecht, het stuk op de rechteroever bij Sint-Martens-Latem. De parochie bleef echter zelfstandig.
Het gebied bleef lang relatief geïsoleerd. In 1823 werd de Drongensesteenweg aangelegd, die de eerste en enige rechtstreekse verbinding van het dorp met het stadscentrum van Gent vormde. De weg werd tolvrij in 1889. In 1838 werd in oost-westelijke richting de spoorlijn Gent-Brugge aangelegd, en die vormde een belangrijke nieuwe verkeersader. Enkele bedrijven vestigden zich in Drongen. In 1950 werd de autosnelweg E5, de latere A10/E40, aangelegd. De autosnelweg ontsloot Drongen definitief en bevorderde verdere bevolkingsgroei. Nabij Baarle werd naast de snelweg een industrieterrein aangelegd. De Gentse Ringvaart kwam er in 1969, net ten noorden van Drongen.
Op 1 januari 1977 verloor Drongen zijn zelfstandigheid, en fusioneerde het met Gent.

## Geografie
Drongen bestaat uit drie parochies: naast Drongen-centrum liggen in de deelgemeente nog het landelijke Luchteren en het drukkere Baarle. Binnen de parochies zijn hier en daar nog gehuchten of wijken te onderscheiden, zoals Halewijn, dat vroeger een eigen station had en doorgaans tot Luchteren wordt gerekend, en Slindonk.
Met de klok mee grenst Drongen aan de eveneens Gentse deelgemeenten Mariakerke, Gent, Sint-Denijs-Westrem en Afsnee, het centrum van Sint-Martens-Latem, Sint-Martens-Leerne, Vosselare, Landegem en Merendree, die tot Deinze behoren, en Vinderhoute (Lievegem).

## Bezienswaardigheden
- Het beboomde dorpsplein, als monument beschermd, met de Sint-Gerolfkerk
- De Hoosmolen
- Het Kasteel Kapellegoed
- Het Kasteel Ter Beken, aan de Beekstraat
- Het Kasteel Blauw Huys, aan de Bosstraat
- De Abdij van Drongen met Sint-Jozefskapel, opgetrokken in Byzantijnse stijl
- De pastorie uit 1773 in de Oude-Abdijstraat
- De Pontbrug over de Leie
- De oude herberg Sint-Antone (tegenwoordig een lingeriehandelszaak)
- De Sint-Gerolfkapel

## Natuur en landschap
Drongen ligt aan de Gentse Ringvaart en aan de Leie. De hoogte bedraagt6-10 meter. Het is een zacht golvend landschap met meersen en de wat hogere kouters.
Nabij Drongen liggen de volgende natuurgebieden:
- De Keuzemeersen, een natuurreservaat langs de Leie dat deel uitmaakt van het Natuurpark Levende Leie.
- De Assels, een meersengebied tussen verschillende Leie-armen, waarvan ook een deel als natuurreservaat (12 ha) is erkend. In januari 2019 werden de beide natuurreservaten Keuzemeersen en Assels gefusioneerd. Tussen beide gebieden liggen de biologisch waardevolle gebieden Noordelijke Keuzemeersen alsook de Lage Lake.
- Het natuurreservaat Bourgoyen-Ossemeersen, dat voorts vooral in Mariakerke is gelegen

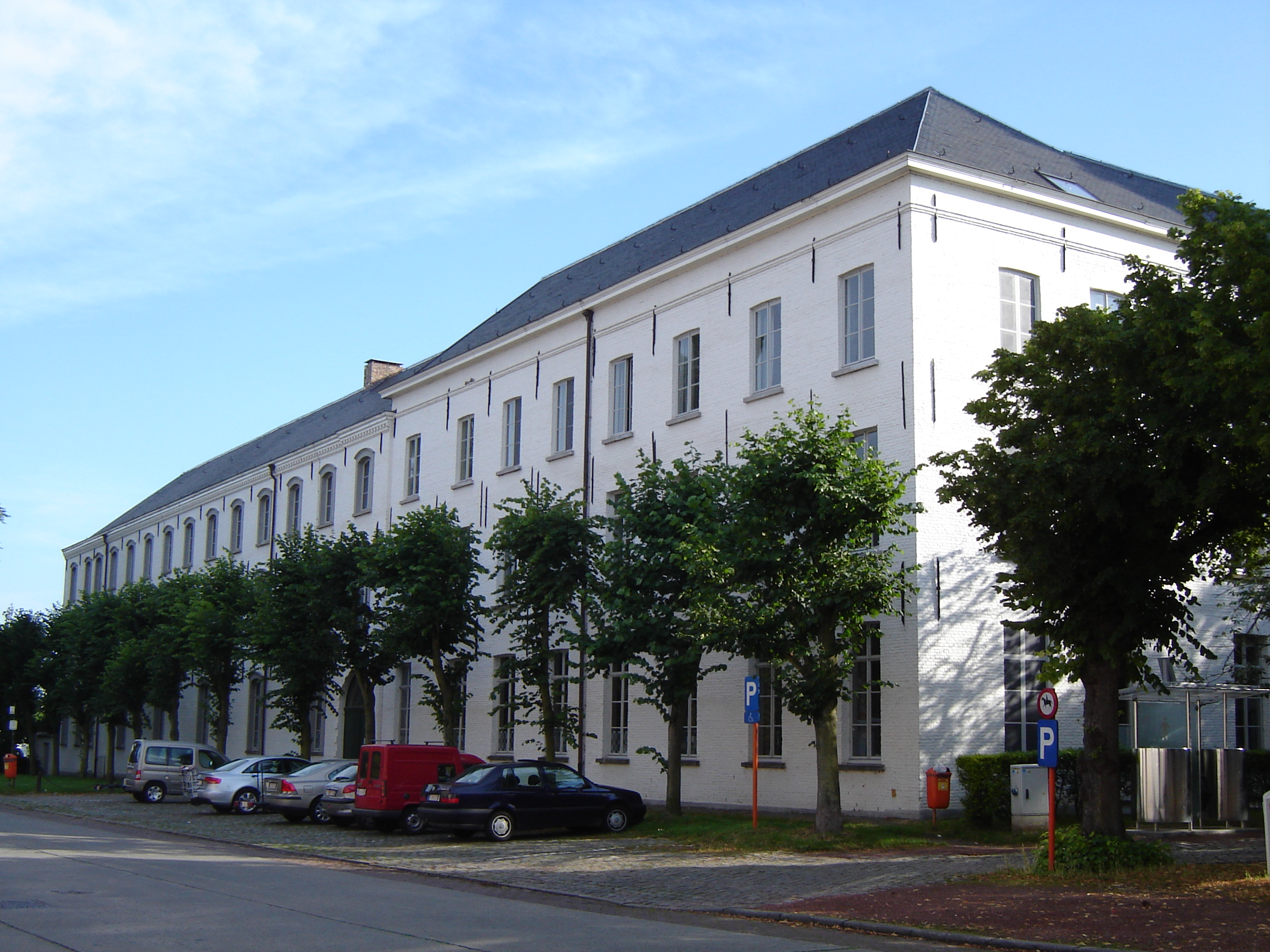
De Oude Abdij

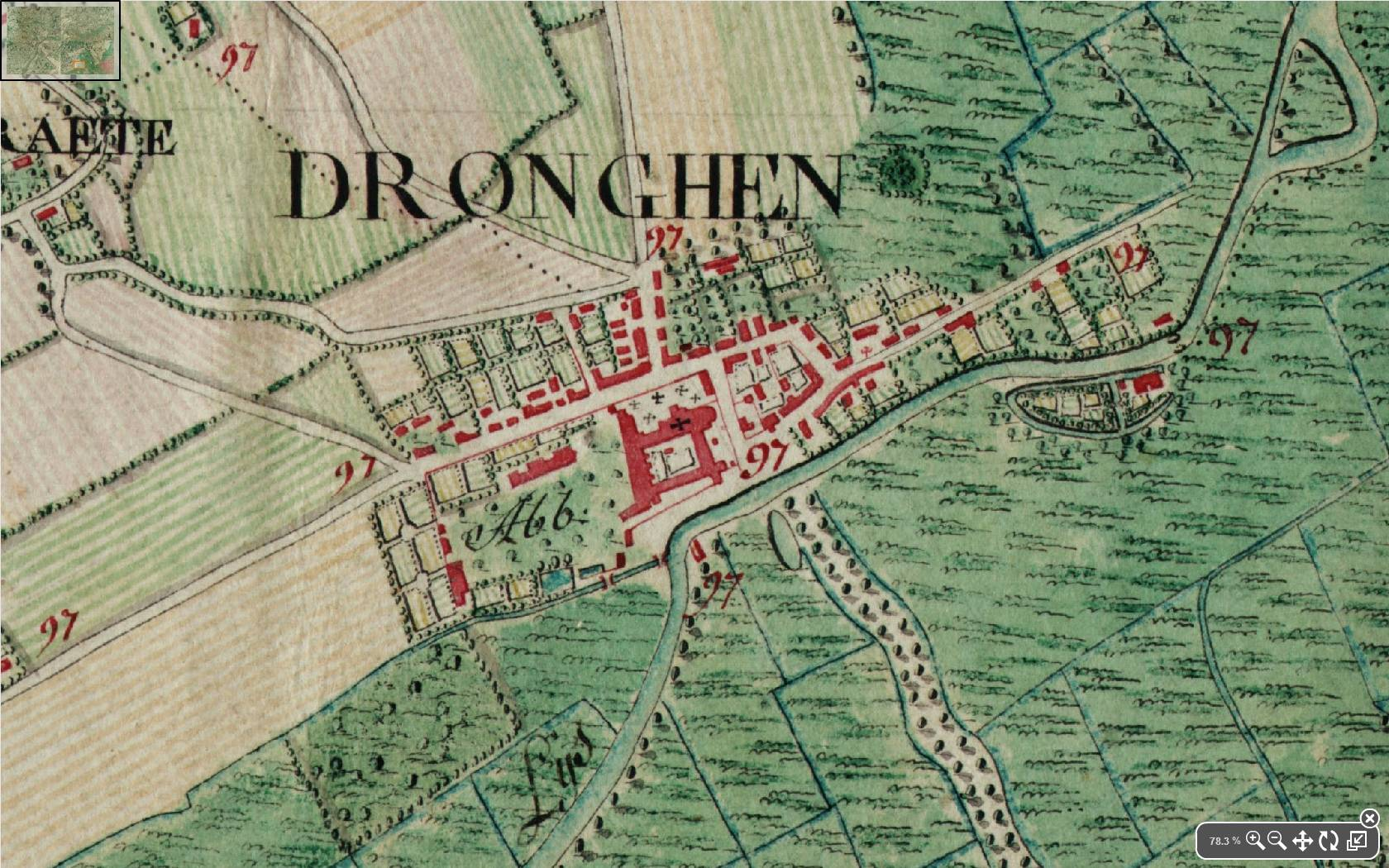
Abdij van Drongen op de Carte de Ferraris

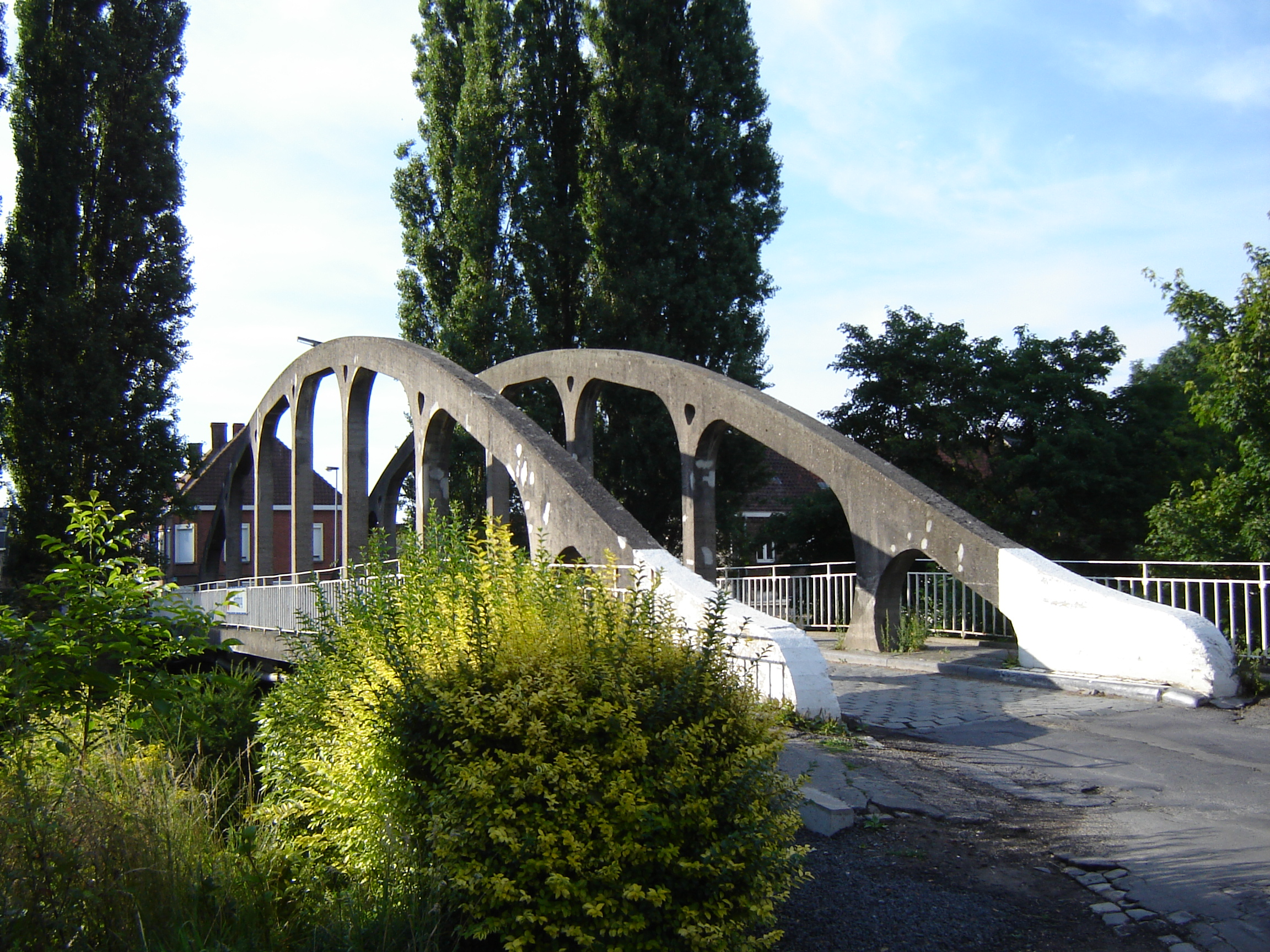
De Pontbrug

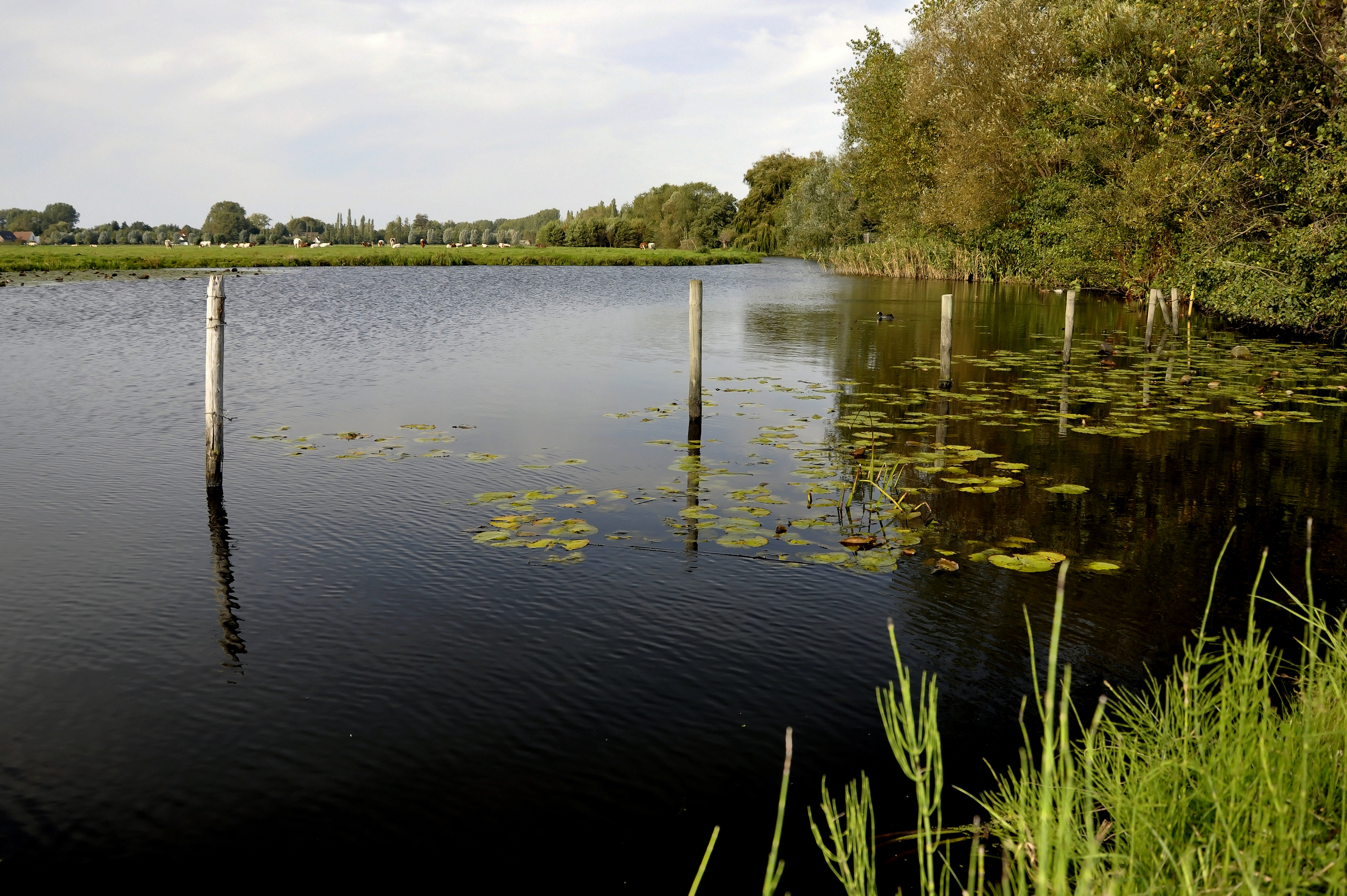
De Piereput, een poel van de 'Oude Leie' in het natuurreservaat de Assels

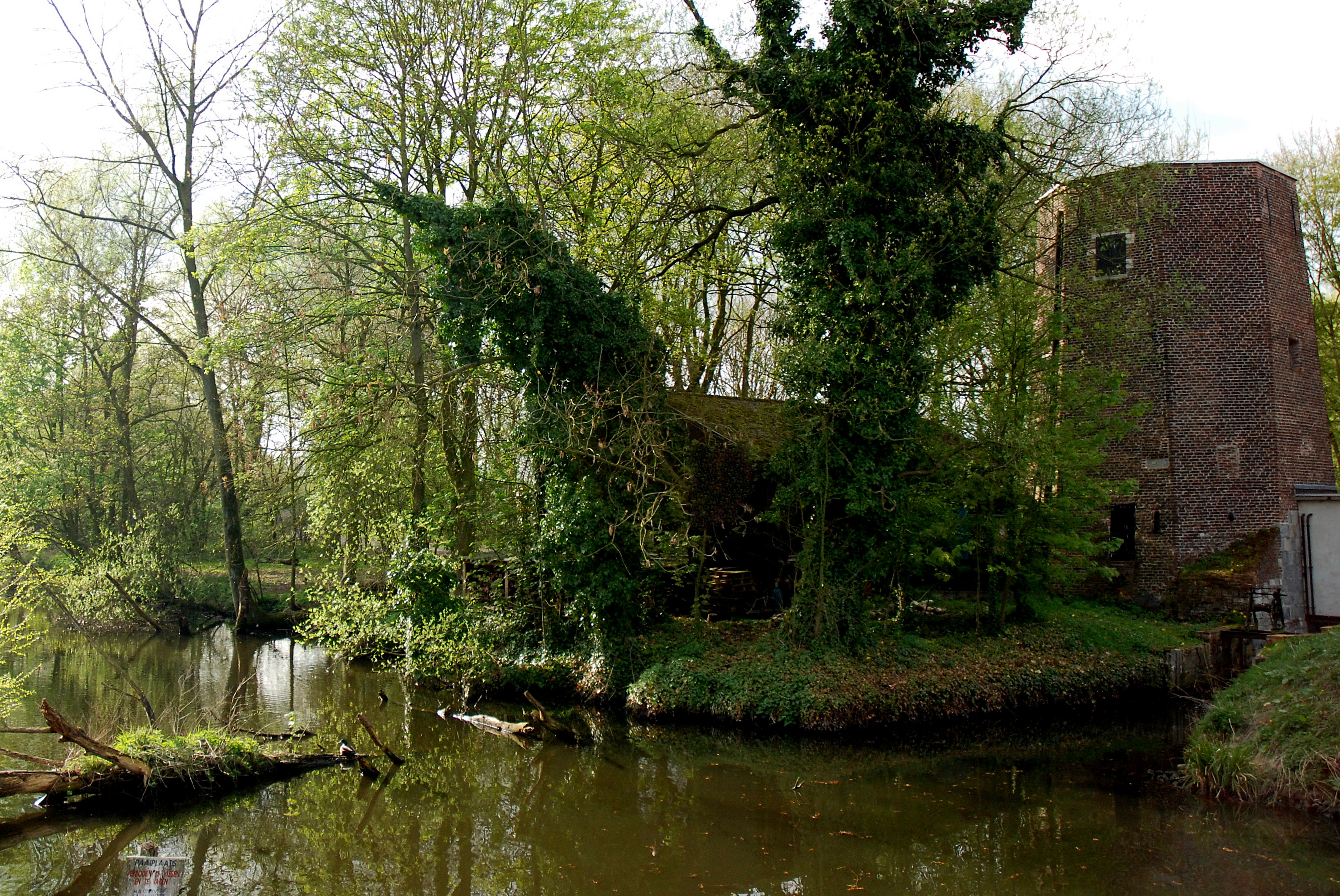
De Hoosmolen

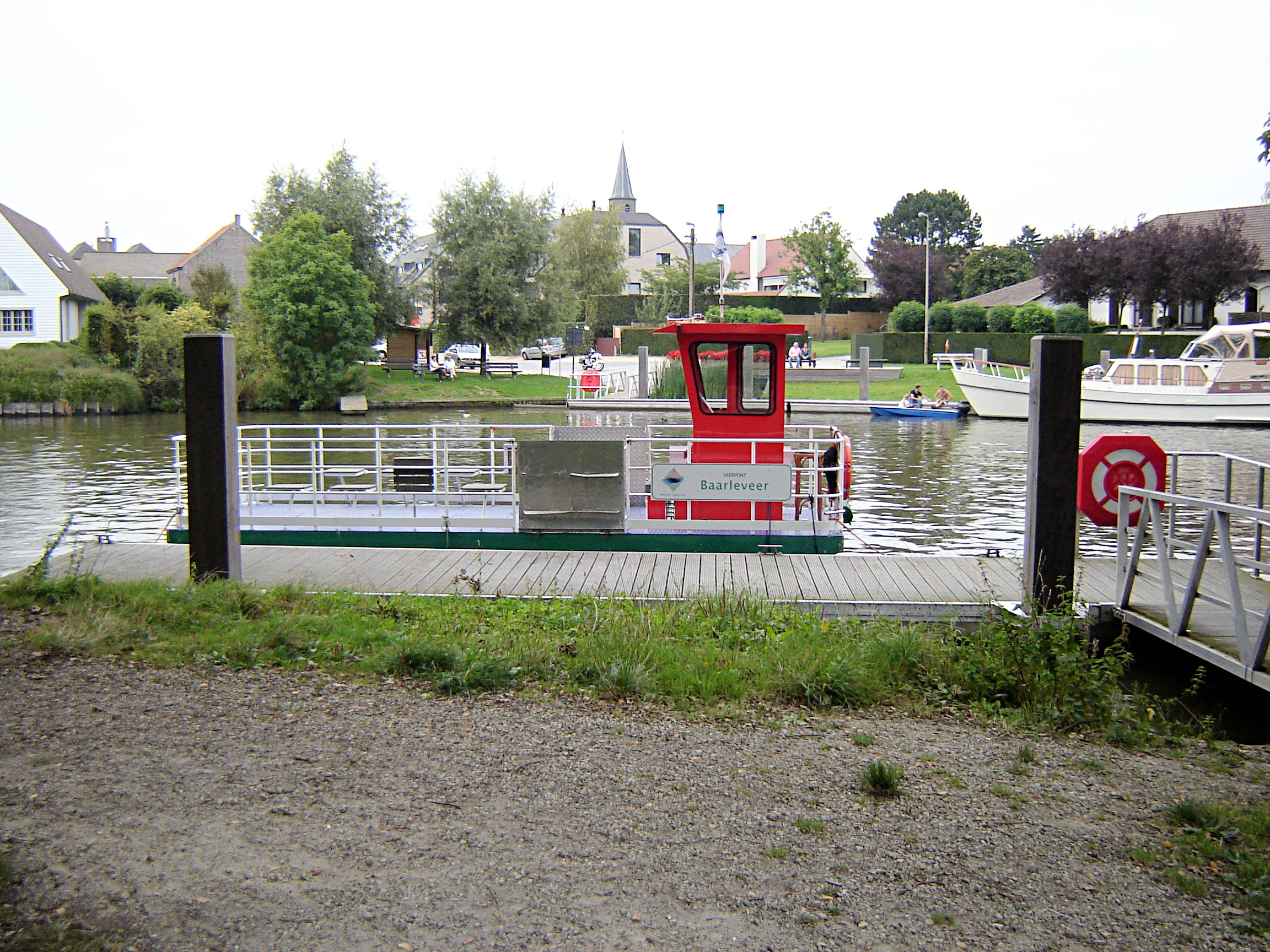
Het Baarleveer, dat Baarle over de Leie met Sint-Martens-Latem verbindt

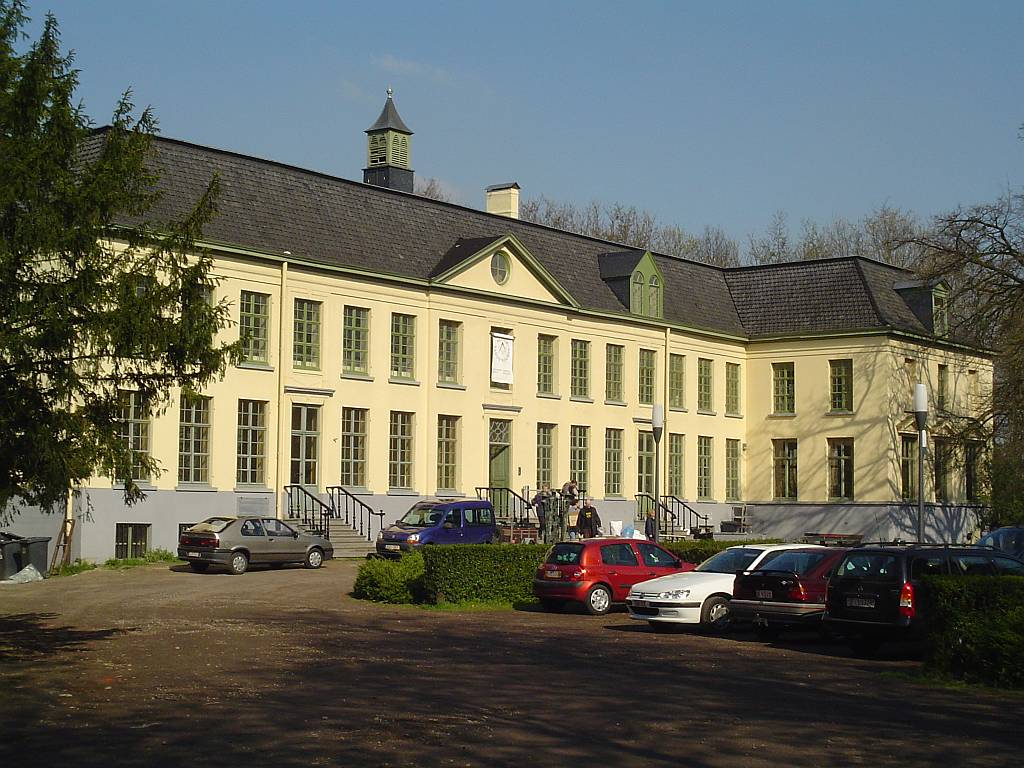
Het Kasteel De Campagne te Luchteren

## Demografische ontwikkeling
Bronnen: NIS - Opmerking: 1831 tot en met 1970  volkstellingen;  1976 = inwonertal op 31 december.

## Vervoer
In Drongen-centrum ligt het station Drongen langs de spoorlijn 50A, dat elk uur wordt aangedaan door de stoptrein tussen Gent-Sint-Pieters en Brugge. Het stationsgebouw, dat al vele jaren niet meer werd gebruikt, werd in 2011 afgebroken ten behoeve van de verbreding van de spoorlijn. Tot 1984 beschikte ook Halewijn over een eigen station. 
De fietsostrade werd in 2014 gelegd. Dit is een 2,5 kilometer lang fietspad langs de sporen tussen Drongen en het Sint-Pietersstation Gent.
Drongen wordt aangedaan door de stadsbussen 14, 15, 16, 17 en 18 van De Lijn, waarvan lijn 18 ook Luchteren aandoet. 
In Baarle ligt een afrit van de E40, wat er de aanwezigheid van het Drongense industriepark en het enige hotel van de deelgemeente, het Van der Valk Hotel Drongen, verklaart. Ten oosten van de afrit ligt de snelwegparking Drongen.

## Sport
Drongen heeft een voetbalclub die is aangesloten bij de Koninklijke Belgische Voetbalbond, namelijk KVE Drongen, hetgeen staat voor Koninklijke Voetbalvereniging Eendracht Drongen. Recent kreeg de club een nieuw complex aan de Keiskant in de Sint-Gerolfstraat in Drongen-centrum.

## Geboren
- Luk Bral (1949-2020), zanger, kunstschilder en kleinkunstenaar
- Kevin De Bruyne (1991), voetballer en Rode Duivel
- Gaelle Mys (1991), gymnaste
- Tiesj Benoot (1994), wielrenner
- Walter Godefroot (Gent, 2 juli 1943), wielrenner en ploegleider
- Julien Vangansbeke (5 februari 1936), dichter en schilder

## Trivia
- Radiozender MNM maakte tweemaal een live-uitzending vanuit Drongen, telkens vanuit het wegrestaurant langs de E40 richting Brussel.
- De rotonde aan de Drongense Steenweg kwam 20 december 2016 voor in de fotoronde van het televisieprogramma De Slimste Mens ter Wereld.
- De Abdij van Drongen vormde in 2016 het decor voor het Eén-programma 'Het Goeie Leven', een realityshow met Wim Lybaert.

## Nabijgelegen kernen
Vinderhoute, Mariakerke, Assels, Luchteren, Sint-Martens-Leerne, Gent